# Lægbroder
En lægbroder er en person, som lever i et kloster uden at have aflagt kyskhedsløfte, altså uden at være munk. Han tager sig af alt det praktiske arbejde i klosteret.

## Ikke præst
En lægbroder er ikke præsteviet, og han har ikke pligt til at deltage i korbønnen (munkenes tidebønner)

## Ordenssøster
En lægsøster er kvinde, der lever i et nonnekloster eller i et andet kvindeligt ordenssamfund. I modsætning til nonnerne, så har lægsøstrene ikke pligt til at deltage i korbønnen.
En ordenssøster er en kvinde, der er medlem af en ordenskongregation. dvs. et religiøst fællesskab, der i almindelighed ikke har korbøn.